# 普蘭迪什泰
45°13′37″N 21°7′18″E / 45.22694°N 21.12167°E

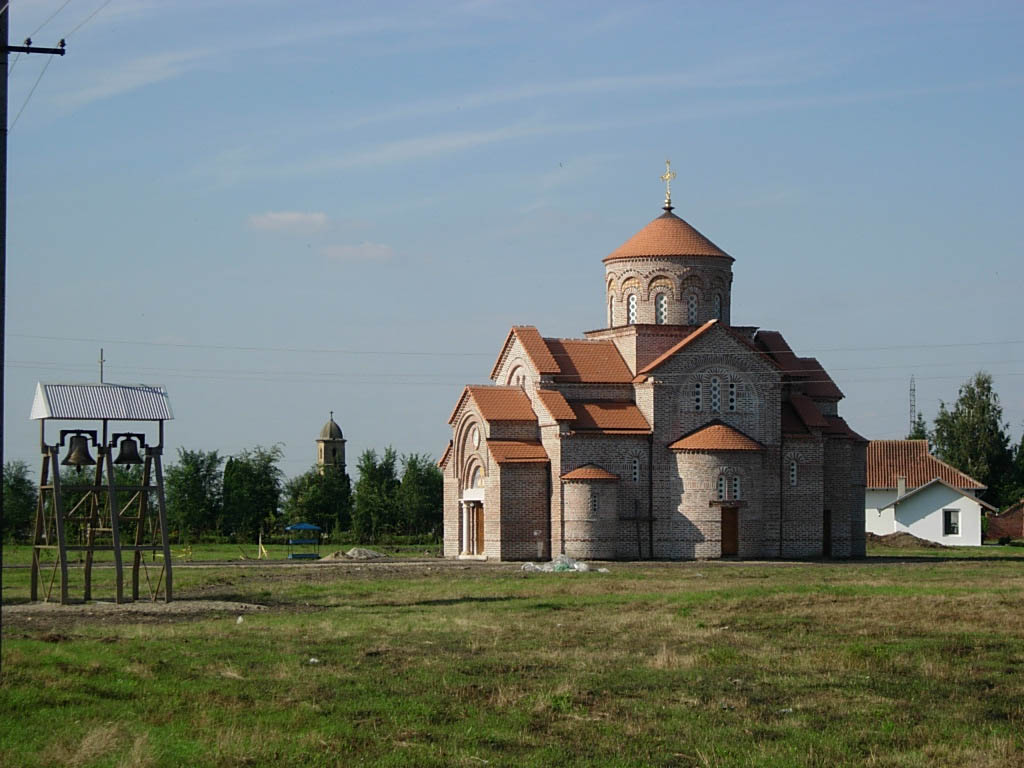

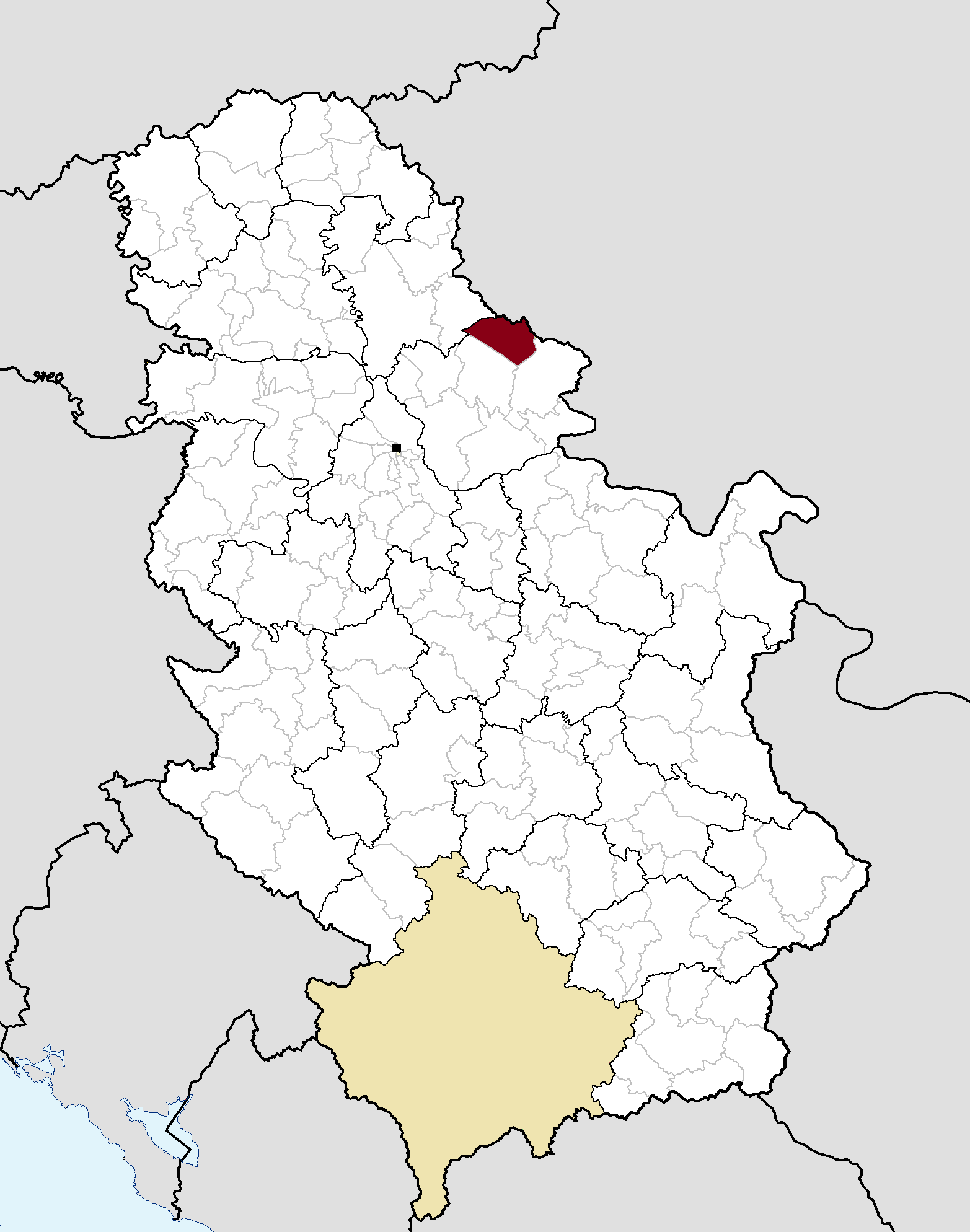

普蘭迪什泰，是塞爾維亞的城鎮，位於該國東北部，由南巴納特州負責管轄，面積45平方公里，海拔高度79米，2011年人口3,832，人口密度每平方公里85人。